# Лужки (Самарская область)
Лужки — посёлок в Красноярском районе Самарской области. Входит в состав сельского поселения Хорошенькое. 

## География
Находится у левого берега реки Сок на расстоянии примерно 20 километров по прямой на северо-восток от районного центра села Красный Яр.

## Население
Постоянное население составляло 16 человек (русские 87%) в 2002 году, 8 в 2010 году.